# Andreas Armsdorff

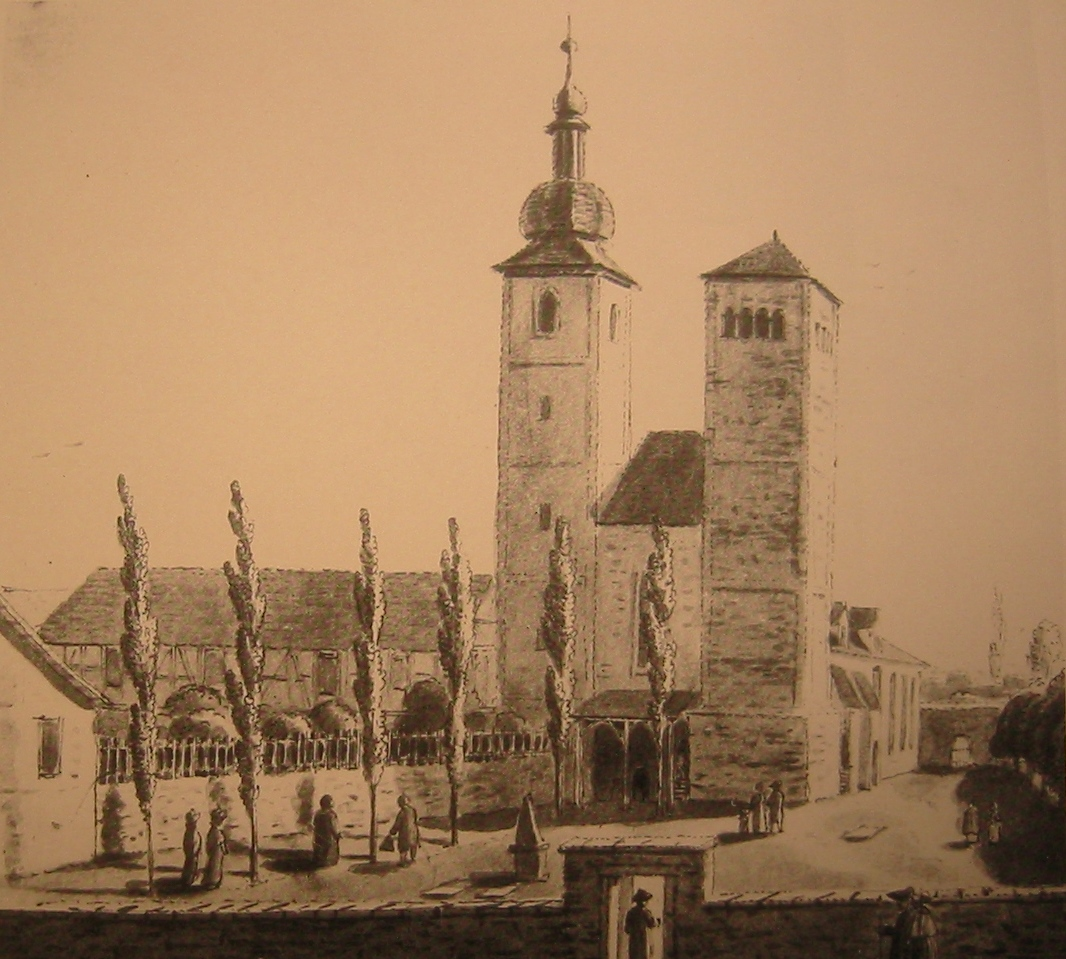
Reglerkirche Erfurt vor 1900

Andreas Armsdorff, auch Andreas Armsdorf (* 9. September 1670 in Mühlberg; † 31. Dezember 1699 in Erfurt), war ein deutscher Komponist und Organist.

## Leben
Andreas Armsdorff studierte Musik und Jura. Früh zog er in die Nähe von Erfurt, wo er mit Johann Pachelbel studiert haben dürfte. Er arbeitete als Organist in verschiedenen Kirchen in Erfurt: Reglerkirche, Andreaskirche und Kaufmannskirche. Er starb im Alter von 29 Jahren in Erfurt.
Armsdorffs früher Tod tat der Beliebtheit seiner Musik auch posthum keinen Abbruch. Seine Choralpräludien überdauerten in verschiedenen Manuskriptkopien, die auch Jahrzehnte nach seinem Tod noch in Deutschland zirkulierten. In einem Brief von 1758 lobte Jakob Adlung Armsdorffs Musik als „angenehm für’s Ohr“. Er war besonders bekannt für seine fugenartigen Kompositionen; Spuren von fortschrittlichen imitierenden Techniken sind in den überlieferten Werken präsent, besonders die beiden Choralpräludien, die als choralartiger Kanon ausgestaltet sind: Allein Gott in der Höh und Es spricht der Unweisen Mund. Armsdorff verwendete meist typische mitteldeutsche Choralstile, allerdings verwendete er in einigen Stücken auch den verzierten Oberstimmentyp, der eher in Norddeutschland verbreitet war (Allein zu dir, Herr Jesu Christ).
Heute umfasst das überlieferte Werk Armsdorffs etwa 30 Choralpräludien, es gibt aber auch Hinweise auf verschollene Vokalwerke und zahlreiche Stücke für Tasteninstrumente.